# Paramoeridops navasi
Paramoeridops navasi är en insektsart som först beskrevs av Van der Weele 1909.  Paramoeridops navasi ingår i släktet Paramoeridops och familjen fjärilsländor. Inga underarter finns listade i Catalogue of Life.